# Martjanci
Martjanci so naselje na severozahodnem koncu Prekmurja ob državni cesti Murska Sobota–Moravske Toplice v Občini Moravske Toplice.

## Etimologija
Zgodovinski viri Martjance prvič omenjajo leta 1365 kot Zenthmartun, leta 1366 kot Scentmartun in dystrictu Sancti Martini. Kraj se imenuje po zavetniku martjanske cerkve, sv. Martinu.
V prekmurščini so znana naslednja poimenovanja Marčanci, Merčonci, Merčanci. V madžarščini so se najprej imenovali Martyáncz, ki so ga 1887 pomadžarili kot Mártonhely. Prekmurski Madžari še danes uporabijo poimenovanje Martyánc, ki je bilo pred madžarizacijo.

## Geografija
Naselje leži na Ravenskem, na nadmorski višini 194 m in ima obliko gručaste obcestne vasi. Starejši del naselja leži okrog župnijske cerkve sv. Martina, zgrajene leta 1392, novejši del pa se razvija na vzpetnem svetu proti severu, čez Martjanski potok proti zahodu in v reguliranem povirju potoka Lipnica proti vzhodu.
Prebivalci so se v preteklosti ukvarjali predvsem s kmetijstvom. Polja se širijo po vsej okolici, na njih pa največ pridelujejo različna žita, koruzo in krmne rastline. Gozda je malo, prevladujejo hrast, akacija, gaber in bor. V zadnjem obdobju naselje vse bolj dobiva videz primestnega naselja, ljudje pa odhajajo na delo v Mursko Soboto in Moravske Toplice.

## Zgodovina
Na mestu današnjih Martjancev naj bi bila že v 13. stoletju cvetoča vas. Popis fevdalnega gospostva iz leta 1366 omenja župnijo z 18 vasmi in cerkev Sv. Martina.
Martjanci so staro upravno, cerkveno in šolsko središče. Leta 1601 se omenja evangeličanska šola, leta 1777 pa katoliška šola. Leta 1627, 1698 in 1786 se v arhivskih virih naselje omenja kot trg, ki pa je ohranilo vaško podobo. Leta 1884 so kupili gostilno grofa Szaparyja in jo preuredili v šolo, ki se je pred tem izvajala v zasebnih hišah.
V drugi polovici 20. stoletja je kraj doživel velik razvoj. Tukaj je bil sedež kmetijske zadruge, poštni in krajevni urad ter kulturna dvorana (vaški dom iz leta 1949). Razvijala se je obrt.
V Martjancih sta nastala dva zelo pomembna pisna dokumenta: 
- Martjanska zakupna pogodba o najemu vinograda v Vučji Gomili. Nastala naj bi 1. januarja 1643. Stroka pogodbo uvršča med posebne pravne listine, nastale na Slovenskem. Je ena najstarejših knjižnih spomenikov pri Ogrskih Slovencih. Zanimiva je tako za pravnike kot za jezikoslovce.
- Martjanska pesmarica, prvi pisni dokument prekmurščine (ob koncu 16. stoletja in prva polovica 17.stoletja).

## Znamenitosti
Župnijska cerkev sv. Martina je pomembnejši spomenik v Prekmurju. Prva romanska cerkev se omenja leta 1366. Sedanjo je zgradil in poslikal Janez Aquila iz Radgone leta 1392.
Škrabanova hiša z zvonikom je pritlična zidana hiša nekdanjega trgovca s posebej zanimivo fasado. Zgrajena je bila leta 1933. Nadstropni zidani zvonik se je dotika na vogalu in je last evangeličanske cerkve.